# Lesueurs opossumråtta
Lesueurs opossumråtta (Bettongia lesueur) är en pungdjursart som först beskrevs av Jean René Constant Quoy och Joseph Paul Gaimard 1824. Bettongia lesueur ingår i släktet opossumråttor, och familjen råttkänguruer. Inga underarter finns listade. Arten är uppkallad efter den franska naturforskaren Charles Alexandre Lesueur.

## Utseende
Arten når en kroppslängd (huvud och bål) av 37 till 40 cm, en svanslängd av cirka 30 cm och en vikt av 0,4 till 1,8 kg. Djuret påminner i kroppsformen om en råtta men med sina kraftiga bakben liknar den även en känguru. Likaså är de främre extremiteter korta som hos kängurudjur. Huvudet kännetecknas av en spetsig nos, medelstora svarta ögon och korta avrundade öron. Den korta och täta pälsen är lite mjukare än hos andra opossumråttor. Den har på ovansidan en gråbrun färg, ibland med ljusgul skugga. På undersidan förekommer ljusgrå päls. Svansen kan i viss mån användas som gripverktyg, till exempel för att bära växtdelar som flyttas till boet. Svansens spets är vanligen vit.

## Utbredning
Pungdjuret hade före européernas ankomst i Australien ett stort utbredningsområde på kontinenten men överlevde bara på några små öar nordväst om Australien. Ett projekt att åter införa Lesueurs opossumråtta i sydcentrala Australien pågår. Arten vistas i ganska torra skogar och buskmarker samt i klippiga regioner.

## Ekologi
Lesueurs opossumråtta är den enda arten i familjen råttkänguruer som gräver underjordiska bon. Boet kan vara en enkel håla med en eller två ingångar eller ett komplext tunnelsystem med upp till 100 ingångar. I boet lever en flock eller en grupp med upp till 50 medlemmar tillsammans. Hela gruppen bildas av flera familjer med en hanne, flera honor och deras ungar – liksom ett harem. Ibland förekommer strider mellan hannar om rätten att para sig. För kommunikationen har arten olika läten.
Allmänt letar varje individ ensam efter föda. Den vandrar ofta 60 meter till 2 km per natt och under torra tider ibland längre. Födan utgörs främst av växtdelar som blad, frön, blommor, rotfrukter, frukter och svampar. Som komplement äts insekter och as. Lesueurs opossumråtta använder främst sitt luktsinne för att hitta föda.
Honor kan ha upp till tre kullar per år och en kull består oftast av en unge, ibland föds tvillingar. Kort efter födelsen parar sig honan igen. Embryot har en fördröjd utveckling och den egentliga dräktigheten börjar när det äldre syskonet lämnar moderns pung (marsupium). Utvecklingen går snabbare när den första ungen dör. Den egentliga dräktigheten varar i cirka 21 dagar. Ungen diar sin mor ungefär 115 dagar. Den blir självständig efter cirka 180 dagar och könsmognaden infaller efter ungefär ett år.
Den maximala livslängden i naturen uppskattas med tre år. Sedan européernas ankomst i Australien jagas arten intensiv av introducerade katter och rödrävar.

## Status
Införda rovdjur är det största hotet mot beståndet. Arten påverkas dessutom negativ av introducerade konkurrenter som möss och råttor. Även betande nötkreatur som förändrar landskapet har inverkan på beståndets utveckling. Öarna där Lesueurs opossumråtta lever är naturskyddsområden. Dessutom återintroducerades arten i några regioner där den tidigare hade försvunnit. På grund av dessa åtgärder ökar populationen igen. IUCN kategoriserar arten globalt som nära hotad.